# Bandiera dell'Ecuador

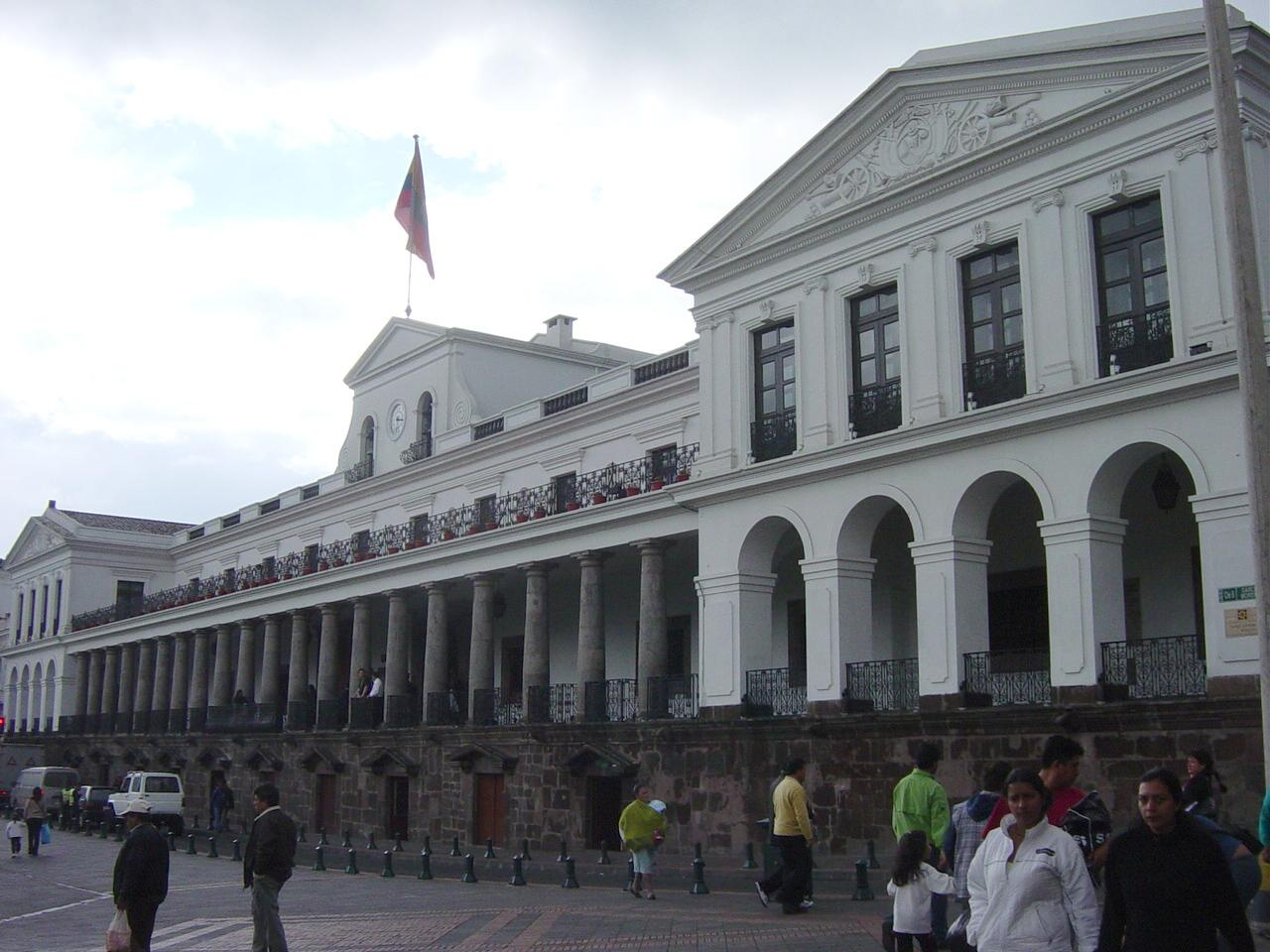
Una bandiera ecuadoriana esposta al Palacio de Gobierno di Quito.

La bandiera dell'Ecuador è stata adottata il 26 settembre 1860 (ma ufficialmente il 10 gennaio 1861).
In quanto derivata dallo storico tricolore colombiano blu, giallo e rosso, è simile alla bandiera del Venezuela, ma più ancora a quella della Colombia, dalla quale differisce per la presenza dello stemma.
Il significato dei colori è il seguente:
- Giallo: rappresenta l'oro e la ricchezza ma anche l'abbondanza e la fertilità delle terre.
- Blu: rappresenta i colori limpidi del mare e del cielo.
- Rosso: rappresenta il sangue versato dai soldati e martiri durante la guerra di indipendenza.

La legge 5 dicembre 1900 (Registro Oficial n. 1272) dispone che l'insegna civile e l'insegna di Stato differiscano per lo stemma, previsto solo nella seconda. Di fatto però la bandiera di Stato viene spesso usata come bandiera civile. L'insegna di guerra è identica a quella di stato salvo avere una proporzione di 2:3 anziché di 1:2. È infine prevista (ma solo sulla carta) una bandiera speciale, riservata agli edifici municipali: essa è uguale alla bandiera civile ma aggiunge un anello di 19 stelle bianche  alla banda blu centrale.